# Symbiezidium
Symbiezidium là một chi thực vật thuộc họ Lejeuneaceae.

## Danh sách loài
Chi này có các loài sau (tuy nhiên danh sách này có thể chưa đủ):
- Symbiezidium barbiflorum
- Symbiezidium kroneanum
- Symbiezidium madagascariensis, Steph.
- Symbiezidium setosum
- Symbiezidium transversale
- Symbiezidium viridissimum